# Javier Sagrera
Francisco Javier Sagrera Pont (Torroella de Montgrí, 12 de janeiro de 2004), é um automobilista espanhol que atualmente compete no Campeonato de Fórmula Regional Europeia com a equipe Ackel GP. Recentemente competiu no Campeonato de Fórmula 3 da FIA com a equipe AIX Racing.

## Biografia
Francisco Javier Sagrera Pont nasceu em 12 de janeiro de 2004 em Torroella de Montgrí, cidade da província espanhola de Girona. Seu pai, Javier Sagrera, foi piloto de ralí, chegando a correr com Carlos Sainz, e é empresário do ramo da hotelaria. Sua mãe, Mónica Pont, é modelo, atriz e escritora. Seus pais foram namorados na adolescência, se casaram em agosto de 2002 e se separaram em 2007, quando ele tinha três anos. Após longa disputa judicial, seu pai ficou com sua guarda, com Javi sendo criado na Catalunha enquanto sua mãe foi para Madrid e depois para o México, criticando fortemente a decisão e expressando desejo de retomar o contato com o filho. Os dois se reaproximaram quando o piloto ficou mais velho.
Javier compartilha o gosto por automobilismo com seu pai, e aos dezesseis anos, deixou sua cidade natal para viver em Londres e seguir carreira no esporte. Ele é admirador de Fernando Alonso e Lewis Hamilton, com este último sendo exaltado por Sagrera por conta de seus feitos dentro e fora da pista, como sua defesa de causas sociais e sua paixão pela moda, algo que o catalão também possui. Sagrera tem uma tatuagem de uma espada no braço esquerdo, e chegou a jogar futebol, sendo torcedor do Barcelona.

## Carreira

### Kart
Sagrera começou no kart aos nove anos, e participou de suas primeiras competições nacionais e continentais de kart em 2017, tendo como conquista mais notável o vice-campeonato espanhol. Ele avançaria para a categoria sênior no ano seguinte, terminando em terceiro na mesma série, apenas dois pontos atrás do campeão. Sagrera seguiu no cartismo até o final de 2019.

### Fórmula 4
Sagrera fez sua estreia em monopostos com a MOL Racing na rodada final do Campeonato Espanhol de Fórmula 4, realizada no Circuito de Barcelona-Catalunha. Apesar de ser um estreante, ele conseguiu terminar a terceira corrida entre os dez primeiros, embora não tenha recebido pontos por ser classificado como piloto convidado.
Sagrera retornou à F4 Espanhola em 2020, desta vez correndo as quatro primeiras etapas da temporada pela MOL. No entanto, ele só conseguiu marcar oito pontos ao longo das 12 corridas e se classificou em 21º no campeonato de pilotos.

### Campeonato GB3

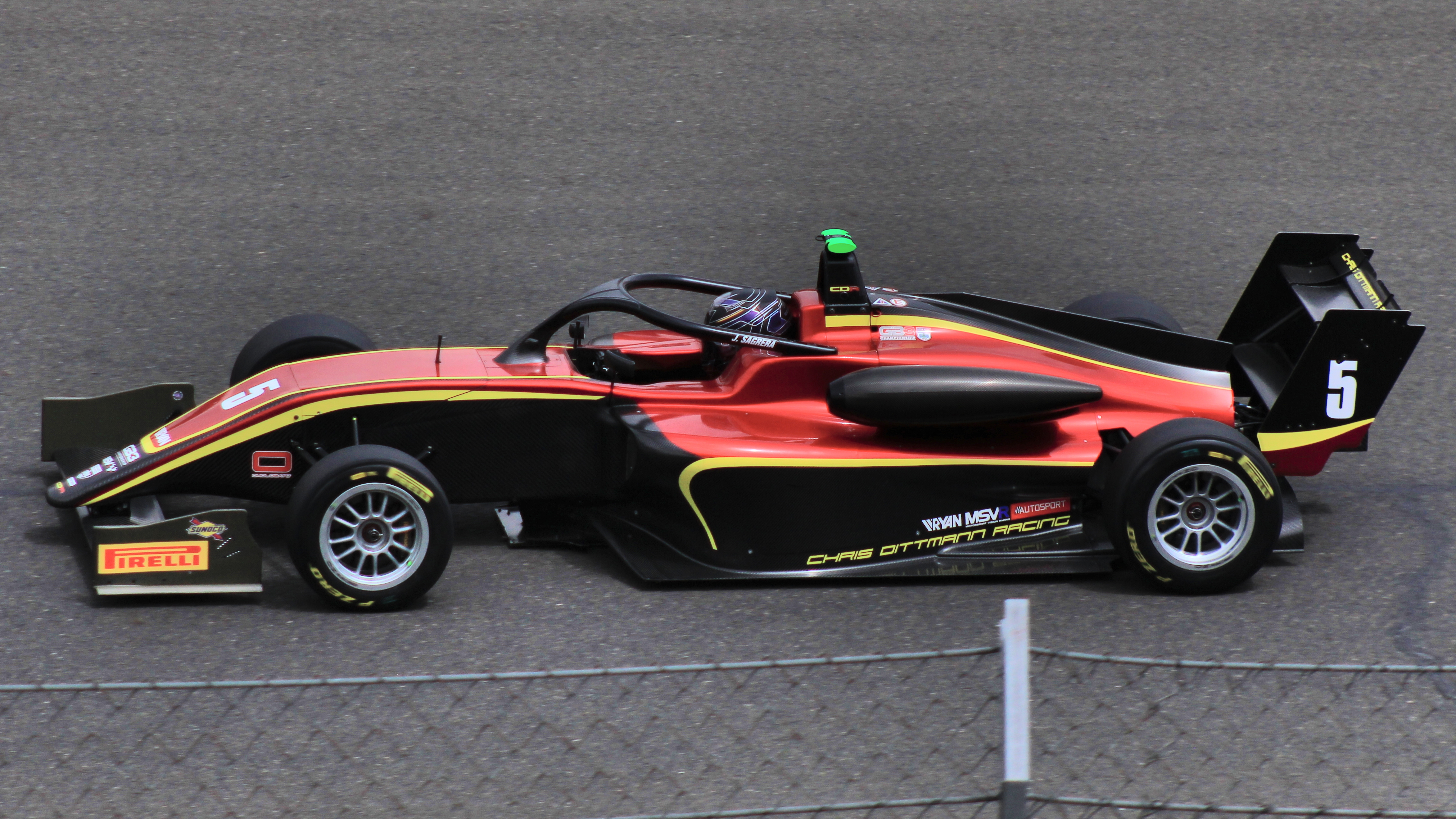
Sagrera na etapa húngara da GB3 de 2024

Sagrera subiu para o Campeonato GB3 em 2021, fazendo parceria com o campeão júnior da Ginetta, Tom Lebbon, e o mexicano José Garfias na Elite Motorsport. Ele começou sua temporada com força, conquistando um pódio em apenas sua terceira corrida na categoria. Sagrera não conseguiria atingir esse mesmo nível novamente naquela temporada, embora tenha perdido apenas uma colocação entre os dez primeiros em cinco das 16 corridas seguintes que terminou.
Em 2024, Sagrera retornou à GB3 pela Chris Dittmann Racing, correndo na rodada tripla de Hungaroring no carro número 77, que era ocupado por Rishab Jain. Pontuou em duas provas, somando 10 pontos e sendo o 31º e antepenúltimo colocado.

### Eurocup-3
Sagrera mudou-se para a Eurocup-3 em 2023, assinando com a Palou Motorsport, equipe de propriedade do campeão espanhol da IndyCar Álex Palou. Javier conquistou três pódios ao longo da temporada, porém, não disputou as duas últimas etapas da temporada, terminando a temporada em oitavo lugar.
Em 2024, Sagrera assinou com a MP Motorsport para competir em tempo integral na Eurocup-3. Ele conseguiria sua primeira vitória na primeira corrida da temporada no Circuito de Spa-Francorchamps. Ao longo da primeira metade da temporada, Sagrera obteve resultados consistentes com pódios ocasionais, o que lhe permitiu desafiar o líder do campeonato, o singapurense Christian Ho.

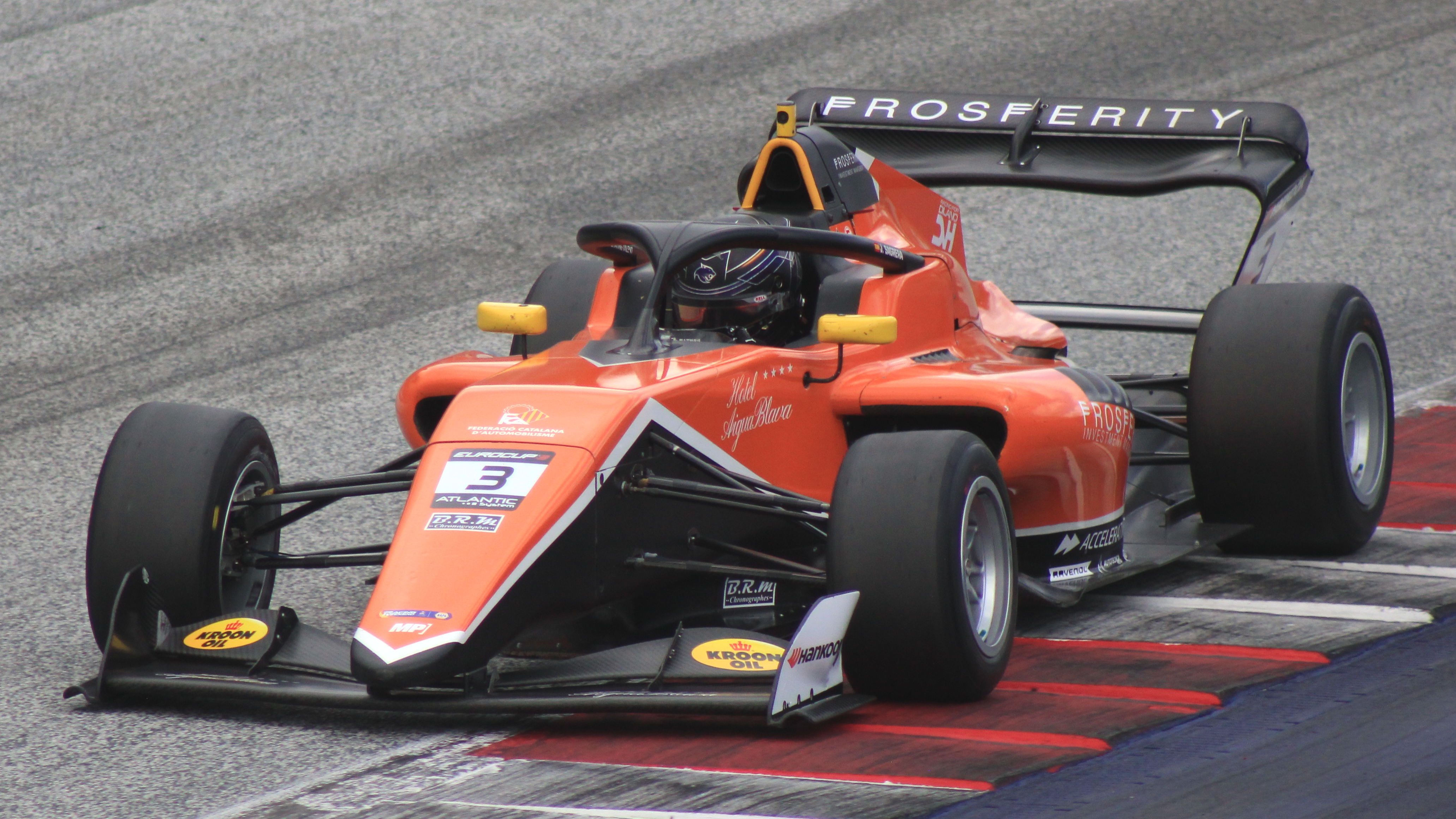
Sagrera durante a etapa austríaca da Eurocup-3 em 2024

Na quinta etapa da temporada em Zandvoort, Sagrera fez a pole e venceu as duas corridas. Na prova seguinte, em Aragón, ele abandonou após a primeira volta após uma colisão com seu companheiro de equipe Owen Tangavelou. No entanto, a sorte de Sagrera mudaria na segunda corrida, pois ele venceria com uma margem confortável para seu companheiro de equipe Bruno del Pino. O rival pelo título, Christian Ho, terminou no pódio em ambas as corridas. No entanto, Ho recebeu uma penalidade de 10 segundos na segunda corrida, depois que os comissários determinaram que Ho havia ultrapassado Tangavelou fora da pista na volta 1. Isso fez com que o singapurense caísse para o nono lugar, enquanto Sagrera, que vinha de três vitórias nas quatro corridas anteriores, foi alçado à liderança do campeonato. 
Ao entrar na rodada final da temporada em Barcelona, Sagrera tinha uma vantagem de 26 pontos sobre Ho. Apesar das poucas chances de Ho na luta pelo título, ele capitalizou terminando em segundo na primeira corrida e vencendo a segunda. Sagrera só conseguiu terminar em sexto em ambas as corridas, porém, isso seria suficiente para coroar o espanhol como campeão da Eurocup-3, com ele superando Christian Ho por apenas dois pontos. Mas a equipe de Ho, Campos Racing, registrou um protesto pelos resultados da primeira corrida, alegando que seu vencedor, Emerson Fittipaldi Jr., havia ultrapassado o singapurense fora da pista, o que deu a Fittipaldi Jr. uma vantagem injusta. Isso colocou o verdadeiro vencedor do campeonato em dúvida por meses, já que a FIA demorou para chegar a uma conclusão. Três meses depois, após uma revisão dos resultados, Ho recebeu a vitória na primeira corrida de Barcelona, depois que a FIA determinou que Fittipaldi Jr. realmente ultrapassou fora da pista. Isso significou que Ho ganhou sete pontos e foi coroado campeão, enquanto Sagrera terminaria como vice-campeão, cinco pontos atrás de Ho.

### Fórmula Regional
Em 2023, Sagrera disputou as duas rodadas finais da Fórmula Regional Europeia com a MP Motorsport, como piloto convidado. Em julho de 2025, Sagrera retornou à categoria com a equipe Ackel GP, dessa vez como piloto regular, estreando na rodada de Hungaroring.

### Fórmula 3
Sagrera foi promovido para o Campeonato de Fórmula 3 da FIA para a disputa da temporada de 2025, com a equipe AIX Racing. Na sua corrida de estreia, a sprint de Melbourne, Sagrera bateu em seu compatriota Bruno del Pino, com ambos abandonando e provocando a bandeira vermelha que encerrou a prova. Na corrida longa, Sagrera foi o décimo quinto, o que foi seu melhor resultado da temporada até o momento. No Barém, o espanhol foi 23º na corrida curta e 24º na corrida longa. Mas antes da etapa de Ímola, a AIX decidiu substituí-lo pelo britânico James Hedley.

## Resultados

### Resumo da carreira
| Temporada | Categoria                 | Equipe                | Corridas | Vitórias | Poles | V.M.R. | Pódios | Pontos | Posição |
| --------- | ------------------------- | --------------------- | -------- | -------- | ----- | ------ | ------ | ------ | ------- |
| 2019      | Fórmula 4 Espanhola       | MOL Racing            | 3        | 0        | 0     | 0      | 0      | 0      | NC†     |
| 2020      | Fórmula 4 Espanhola       | MOL Racing            | 12       | 0        | 0     | 0      | 0      | 8      | 20º     |
| 2021      | Campeonato GB3            | Elite Motorsport      | 24       | 0        | 0     | 1      | 1      | 265    | 10º     |
| 2022      | Campeonato GB3            | Carlin                | 24       | 0        | 0     | 1      | 1      | 257,5  | 9º      |
| 2023      | Eurocup-3                 | Palou Motorsport      | 12       | 0        | 0     | 0      | 3      | 89     | 8º      |
| 2023      | Fórmula Regional Europeia | MP Motorsport         | 4        | 0        | 0     | 0      | 0      | 0      | NC†     |
| 2024      | Eurocup-3                 | MP Motorsport         | 16       | 4        | 2     | 1      | 10     | 250    | 2º      |
| 2024      | Campeonato GB3            | Chris Dittmann Racing | 3        | 0        | 0     | 0      | 0      | 10     | 31º     |
| 2025      | Fórmula 3                 | AIX Racing            | 4        | 0        | 0     | 0      | 0      | 0*     | 30º*    |
| 2025      | Fórmula Regional Europeia | Ackel GP              | 2        | 0        | 0     | 0      | 0      | 0*     | 36º*    |

† Sagrera era piloto convidado, inelegível para pontuar.

(*) Temporada em andamento.